# 77
Năm 77 là một năm trong lịch Julius. 